# Austria Netto Katalog
Die Austria Netto Kataloge sind die auflagenstärksten Sammlerkataloge aus Österreich. Sie erscheinen seit Mitte des 20. Jahrhunderts regelmäßig und gelten als Referenzwerk unter österreichischen Philatelisten, Numismatikern und Telefonwertkartensammlern.
Die berühmtesten Austria Netto Kataloge erscheinen im Bereich der Philatelie. Sie sind jedoch weitgehend auf österreichische Sammelgebiete beschränkt. Die Austria Netto Kataloge erschienen jährlich in einer überarbeiteten Version. Der älteste Katalog, der Österreich Spezial Katalog ist in der aktuellen Version für das Jahr 2011 bereits der 67. Katalog in seiner Reihe. Hier sind auch Plattenfehler, detailliertere Farb-, Papier- und Typenunterschiede sowie sonstige Abarten verzeichnet. Weiters erscheint jährlich ein Österreich Standardkatalog und ein Vierländerkatalog, in denen die Briefmarkenausgaben der deutschsprachigen Länder Österreich, Deutschland, Liechtenstein und Schweiz beschrieben und bewertet werden.
Neben diesen Briefmarkenkatalogen erscheint jährlich ein Münzkatalog für österreichische Münzen und ein Telefonwertkartenkatalog für österreichische Telefonwertkarten. Neben diesen Katalogen gibt der Verlag der Austria Netto Kataloge außerdem Sonderstempelkataloge heraus.
Verantwortlich für die Austria Netto Kataloge ist Christine Steyrer.
Auf Grund der langen Namensbezeichnung Austria Netto Kataloge verwenden Sammler oftmals die Abkürzung ANK für die Kataloge. Das so entstehende Wort ANK-Katalog bildet demnach eine Tautologie.

## Inhalt
Der ANK Österreich Spezial Katalog zeichnet sich aus, indem er außer dem gewöhnlichen Programm zusätzlich noch Folgendes enthält:
- Personalisierte Marken
- Telegraphenmarken
- Gerichtszustellungsmarken
- Stempel- und Verrechnungsmarken
- Amtliche Neudrucke
- Feldpost (auch ab 1955)
- Lombardei und Venetien
- Österreichische Post in der Levante
- Österreichische Post auf Kreta
- Bosnien und Herzegowina
- Nachfolgestaaten Aufdrucke
- Lokalausgaben der 1. und 2. Republik
- Werbung und Gedenkblätter
- Raketenpost
- AUA (Austrian) Eröffnungsflüge
- Vereinte Nationen